# Schiffswerft Georg Placke
Die Schiffswerft Georg Placke war eine 1795 gegründete Werft in Aken an der Elbe, die 2014 Insolvenz anmelden musste. Sie baute über 400 Binnenschiffe. Der Standort in Aken gehörte bis zur endgültigen Schließung 2020 zur Heinrich Rönner Gruppe.

## Geschichte

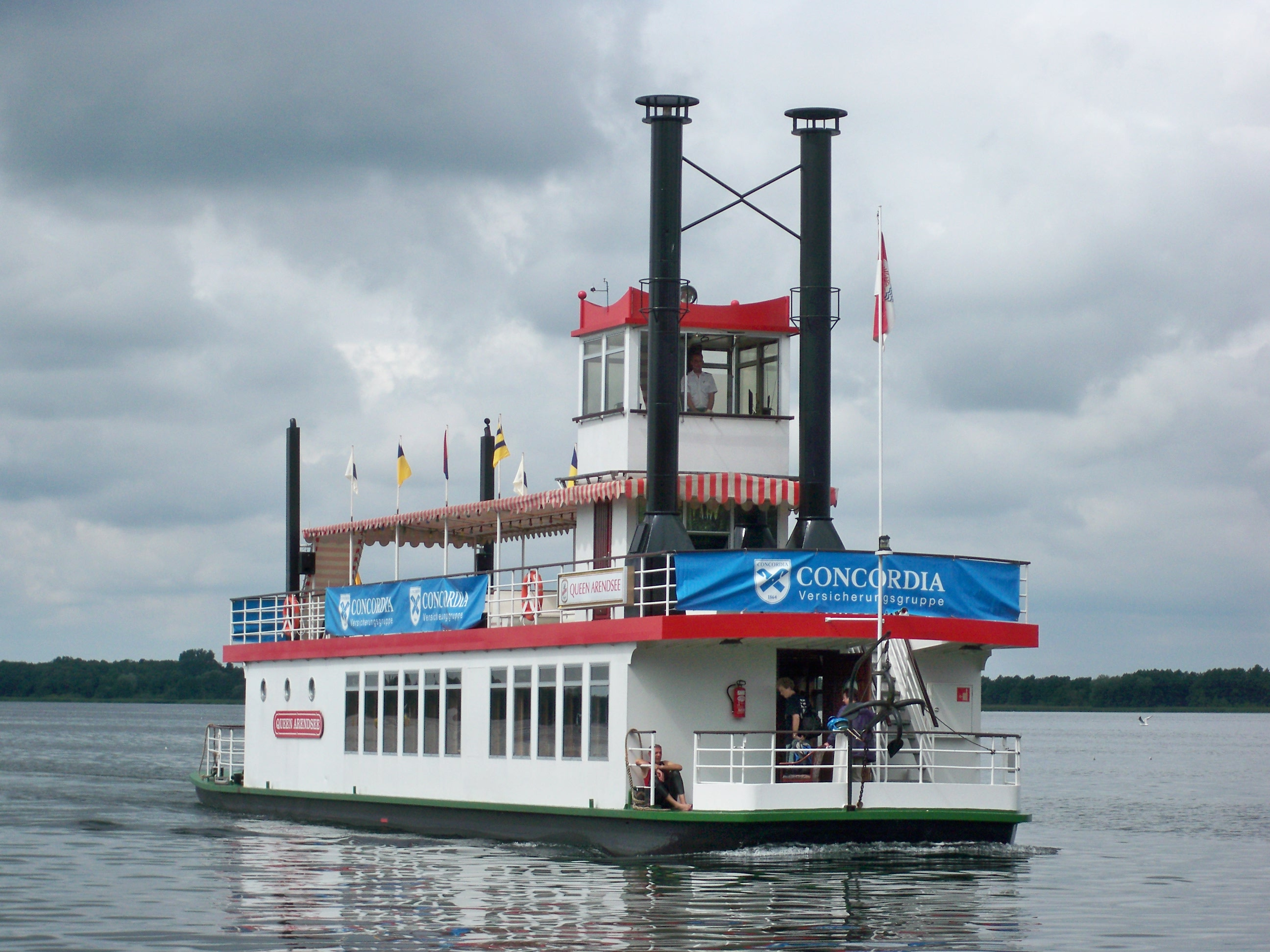
Queen Arendsee

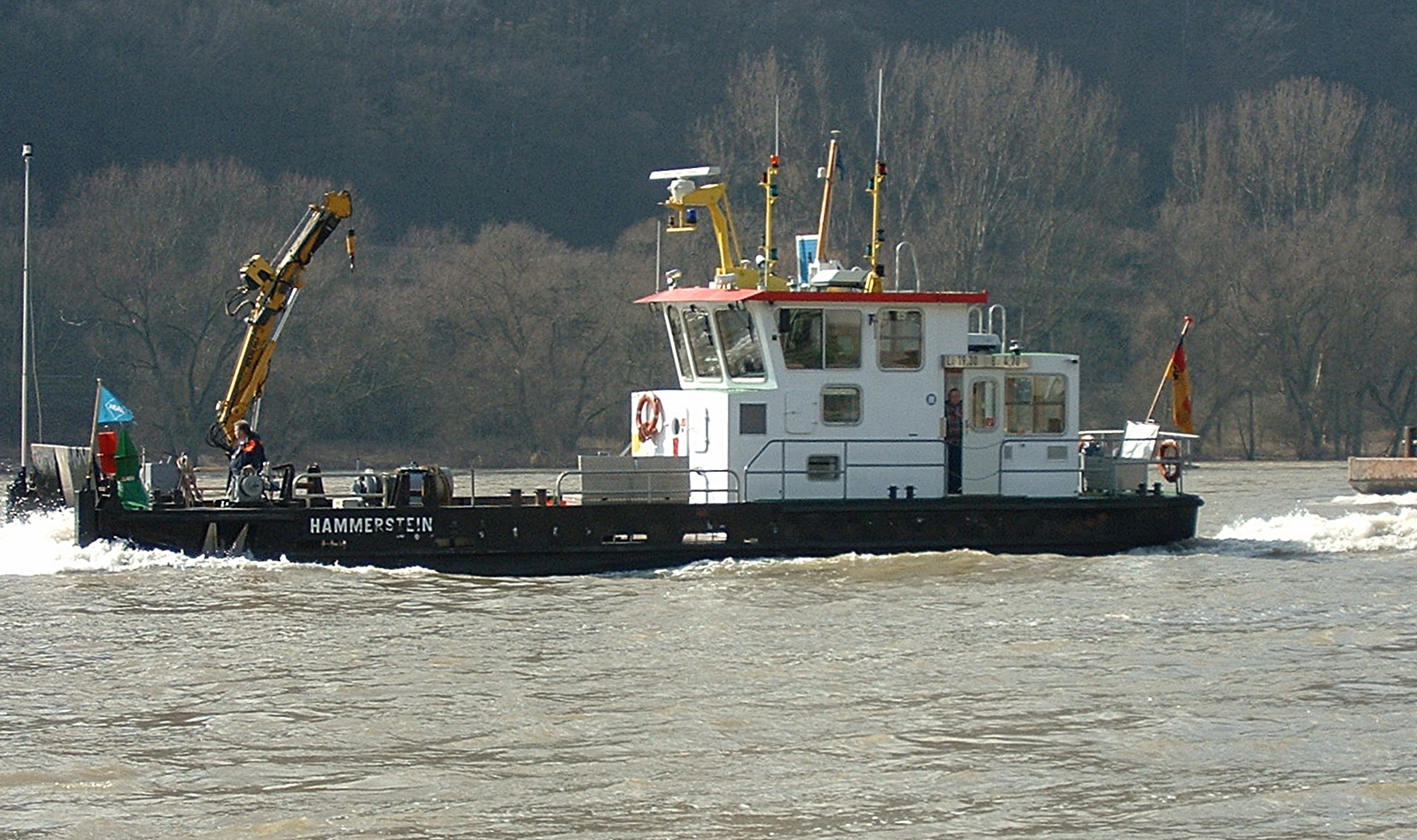
Hammerstein

Die Werft wurde 1795 als Kreuter Werft gegründet und wurde nach 1876 vom Kaufmann und späteren Reichstagsabgeordneten Georg Placke übernommen. Er und seine Nachfolger lieferten bis 1972 über 400 Binnenschiffe ab – zunächst vor allem Schleppkähne und Frachtschiffe, nach dem Zweiten Weltkrieg dann Fahrgastschiffe. Dazu kam das Reparatur- und umfangreiche Umbaugeschäft.
In der DDR wurde die Werft zur Reparaturwerft bestimmt und dem VEB Schiffsreparaturen mit Sitz in Berlin zugeordnet (ab 1980 im Kombinat Binnenschiffahrt und Wasserstraßen). Zwischen 1962 und 1964 baute die Werft das Fahrgastschiff Wintermärchen II zum Kabinenschiff Spree um – dem einzigen Flusskreuzfahrtschiff der DDR. 1972 wurde die Werft enteignet und firmierte als VEB Schiffsreparaturwerft Aken. Sie wurde in erster Linie weiterhin für Schiffsreparaturen, nun aber auch zusätzlich für den Neubau von Gierseilfähren und Passagierschiffen genutzt.

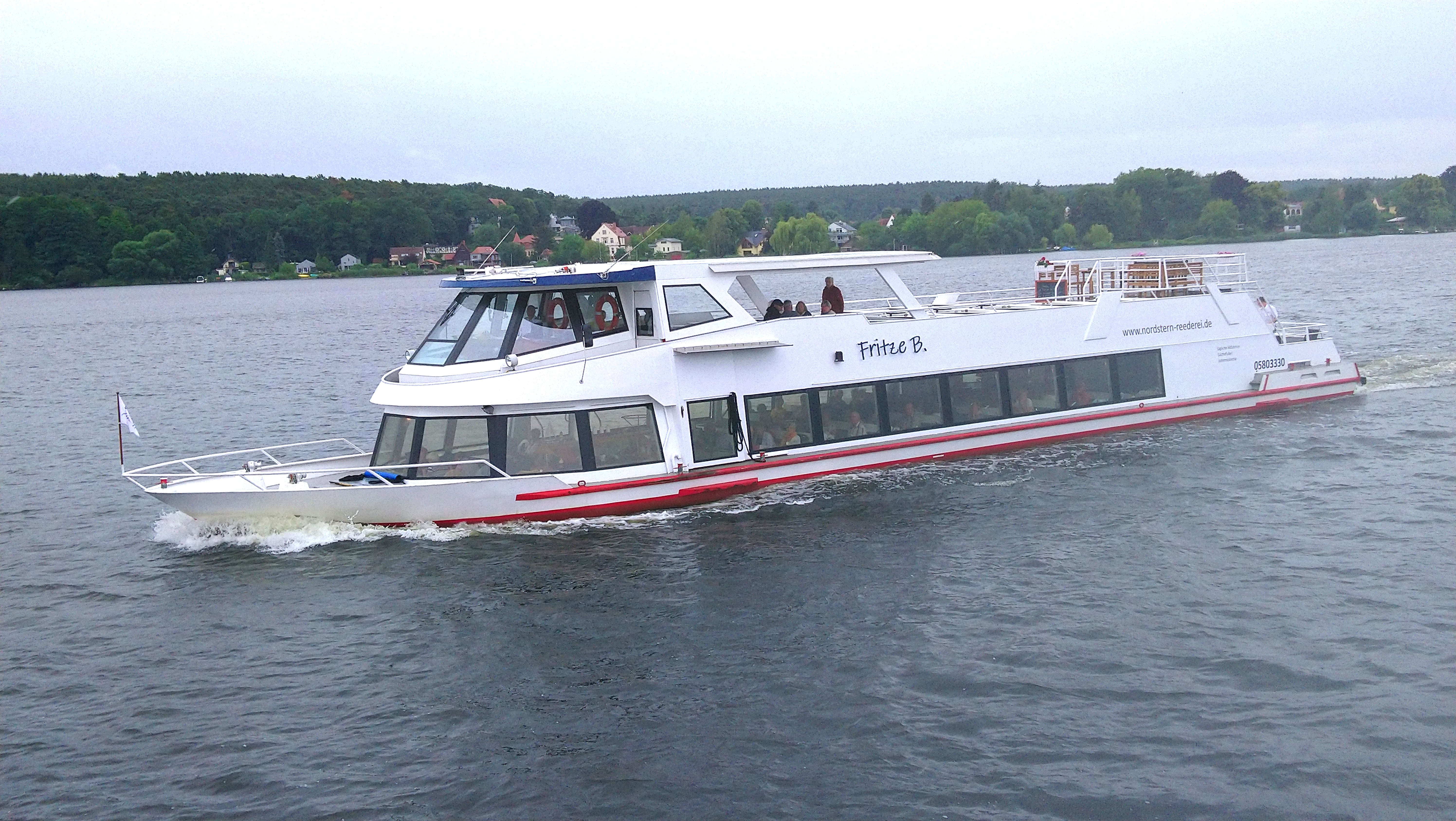
Europa als Fritze B.

Nach der Wiedervereinigung Deutschlands wurde sie 1991 an die Familie zurückgegeben. Unter dem alten Namen Schiffswerft Georg Placke baute die Werft zahlreiche neue Fahrgastschiffe und nahm weiterhin Umbauten vor.
Im Jahr 2003 waren 18 Mitarbeiter beschäftigt; das Tätigkeitsfeld bestand aus dem Neubau von Arbeits- und Ausflugsschiffen, Umbauten sowie Reparaturen.
2014 wurde der Betrieb in Folge der Insolvenz aufgelöst. Die Bremerhavener Heinrich Rönner Gruppe übernahm den Standort Aken aus der Insolvenzmasse und gliederte ihn der Roßlauer Schiffswerft an. Bis 2020 wurden in Aken unter diesem Namen Schiffe gebaut und repariert.
Seit 2020 bemüht sich der Verein Werftvolle Zukunft e. V. um die Revitalisierung des Werftgeländes.

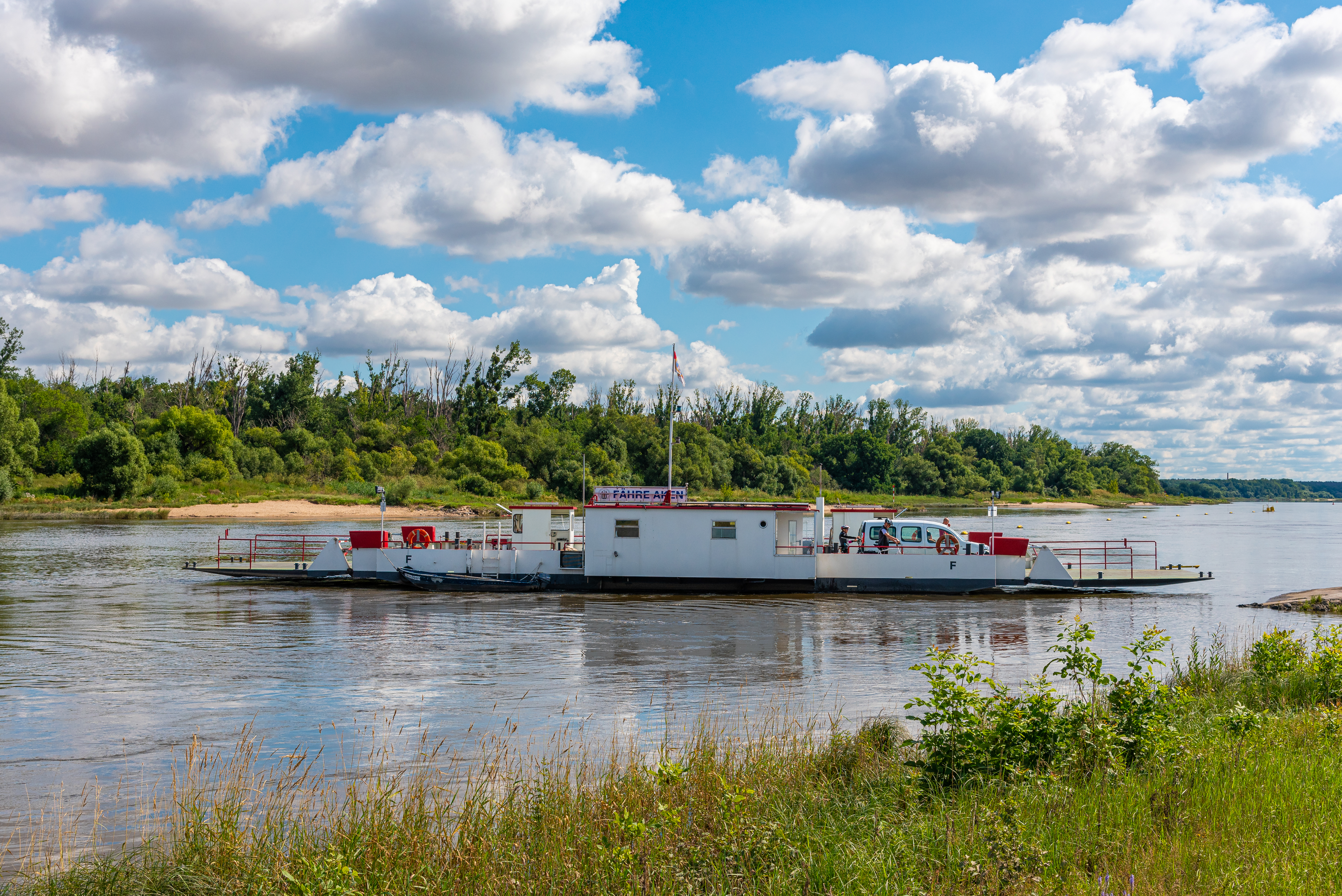
Fähre Aken

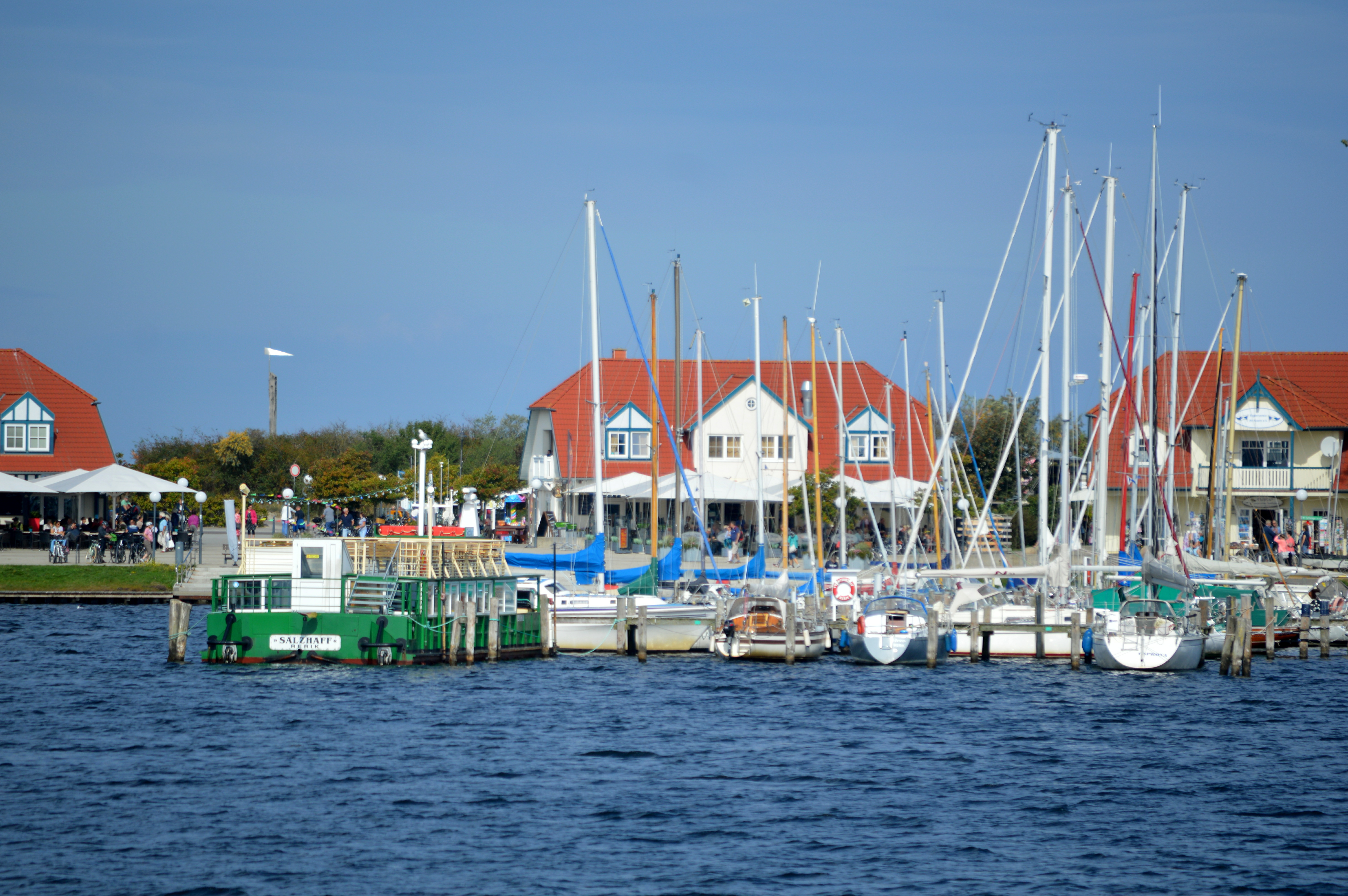
Salzhaff

## Lage und Ausstattung
Das Betriebsgelände liegt im Akener Hornhafen und umfasst rund 14.000 Quadratmeter. Die Werftanlagen bestanden aus zwei Fertigungshallen, vier Portalkränen und einer Querslipanlage mit 85 Metern Länge.

## Neubauten der Werft (Auswahl)
| Name            | Jahr      | Schiffstyp                    | Größenangabe oder Anzahl Fahrgäste | Auftraggeber                                 | Anmerkungen |
| --------------- | --------- | ----------------------------- | ---------------------------------- | -------------------------------------------- | --- |
| Wilhelmine      | 1897      | Schleppkahn                   | 957 Tonnen                         | Wilhelm Schoch, Aken                         | 1939 und nach dem Zweiten Weltkrieg mehrfache Eignerwechsel innerhalb der Familie, 1946 in Ostdeutschland in privater Hand verblieben, etwa 1958 aufgelegt, um 1960 abgewrackt;                                          |
| Anna            | 1903      | Schleppkahn                   | 837 Tonnen                         | Karl Dietrich, Mühlberg/Elbe                 | Kompositbauweise, blieb nach Zweiten Weltkrieg in Ostdeutschland, 1957 neuer Eigner in Mühlberg; Verbleib unbekannt; |
| Paul Elise      | 1911      | Schleppkahn                   | 716 Tonnen                         | Karl Meissner, Aken                          | blieb nach Zweiten Weltkrieg in Ostdeutschland, 1956 in Hannover; Verbleib unbekannt; |
| Marie Elisabeth | 1936      | Schleppkahn                   | 209 Tonnen                         | ?                                            | blieb nach Zweiten Weltkrieg in Ostdeutschland, 1946 von Sowjetischer Militäradministration beschlagnahmt in Sowjetunion abtransportiert;                                                                                |
| Falke           | 1939      | Gütermotorschiff              | 296 Tonnen                         | Franz Berzau, Aken                           | blieb nach Zweiten Weltkrieg in Ostdeutschland, 1946 von Sowjetischer Militäradministration beschlagnahmt in Sowjetunion abtransportiert;                                                                                |
| Giebichenstein  | 1961      | Fahrgastschiff                | 51 Passagiere                      | VEB Kraftverkehr Halle?                      | zunächst als Giebichenstein, von 1980 bis 1990 als Fritz Weineck auf der Saale im Fahrt, 1997 aufgelegt, 2009 Restaurantschiff;                                                                                          |
| Heinrichstein   | 1961      | Fahrgastschiff                | 66 Passagiere                      | VEB Kraftverkehr Halle                       | bis 1994 Moritzburg, anschließend weiterhin Einsatz auf Saale für Reederei Riedel und Fahrgastschifffahrt Saalburg; |
| Flax            | 1962      | Fähre                         | 77 Passagiere                      | ?                                            | Einsatz als Fähre des Kombinates Berliner Verkehrsbetriebe in Grünau, 1970 verlängert, 2014 als Luise am Schiffshebewerk Niederfinow im Einsatz;                                                                         |
| Bad Kösen       | 1989      | Fahrgastschiff                | 99 Passagiere                      | ?                                            | 2021 als Linienschiff der Saaleschifffahrt Bad Kösen zwischen Bad Kösen und Rudelsburg im Einsatz; |
| Rudelsburg      | 1991      | Fahrgastschiff                | 61 Passagiere                      | ?                                            | 2021 als Linienschiff der Saaleschifffahrt Bad Kösen zwischen Bad Kösen und Rudelsburg im Einsatz; |
| Queen Arendsee  | 1991      | Passagierschiff               | 120 Passagiere                     | Stadt Arendsee                               | Einem Mississippi-Dampfer nachempfundenes Ausflugsschiff der Stadt auf dem Arendsee; verkehrt nur im Sommerhalbjahr; |
| Gnadensee       | 1992      | Fahrgastschiff                | 50 Passagiere                      | Schiffahrtsbetrieb Oskar Baumann, Allensbach | Einsatz auf dem Bodensee und den Teilgewässern Gnadensee, Zeller See und Untersee; |
| Schenkenland    | 1993      | Fahrgastschiff                | 150 Passagiere                     | Dahme-Schifffahrt Teupitz, Teupitz           | Fahrten von Teupitz als 4-Seen- oder 7-Seen; |
| Hammerstein     | 1994      | Verkehrssicherungsschiff      | 19,10 Meter lang                   | Wasserstraßen- und Schifffahrtsamt Bingen    | Eines von drei Arbeitsschiffen der Werft, die für WSA Bingen (Hammerstein und Rheinfels) und WSA Mannheim (Gunther) gebaut wurden. Rümpfe von Placke-Werft, Aufbauten und Endausrüstung von Joh. Kristensen in Dänemark. |
| Capt. Cook      | 1994      | Fahrgastschiff                | 120 Passagiere                     | City-Schifffahrt Gabriel, Berlin             | Einsatz in Berlin, seit 2008 Blue Star der Reederei Riedel, Berlin. |
| Europa          | 1995      | Fahrgastschiff                | 300 Passagiere                     | Rehbein-Linie, Fuldatal                      | Bei Rehbein-Linie Einsatz auf Fulda und Weser, 2019 mit Auflösung der Reederei an Nordstern-Reederei nach Brandenburg verkauft. Dort als Fritze B. auf Templiner See in Fahrt.                                           |
| Stadt Plau      | 1996      | Fahrgastschiff                | 50 Passagiere                      | Personenschifffahrt Wichmann, Plau am See    | Im Sommerhalbjahr Rundfahrten auf Plauer See und weiteren Seen der Mecklenburger Seenplatte sowie nach Waren und Röbel;                                                                                                  |
| Fähre Aken      | 1997      | Fähre                         | 42 Tonnen                          | Stadtwerke Aken                              | Gierseilfähre, Einsatz auf der Elbe zwischen Aken und Steutz seit 1997. |
| Marco Polo      | 1998      | Fahrgastschiff                | 136 Passagiere                     | Reederei Süßenbach, Schönebeck               | ganzjährig auf der mittleren Elbe zwischen Dresden und Tangermünde in Fahrt; |
| Sachsen-Anhalt  | 1999      | Fahrgastschiff                | 220 Passagiere                     | Magdeburger Verkehrsbetriebe, Magdeburg      | Fährschiff auf Elbe und umliegende Kanäle, Einsatz zunächst für Bundesgartenschau 1999 in Magdeburg und Expo 2000 in Hannover;                                                                                           |
| Salzhaff        | 2001/2002 | Personenfähre, Ausflugsschiff | 100 Personen                       | Fahrgastschifffahrt Steußloff, Rerik         | Seit 2002 bei Fahrgastschifffahrt Steußloff zunächst als Personenfähre zwischen Rerik und Poel, heute auch als Ausflugsschiff auf dem Salzhaff.                                                                          |